# Alejandro Gallart Folch
Alejandro Gallart Folch (Barcelona, 24 de octubre de 1893 - Buenos Aires, 1972) fue un jurista y político catalán, diputado en las Cortes Españolas durante la Segunda República.

## Biografía
Hijo de Josep Gallart i Forgas, natural de La Bisbal d'Empordà, y de Mercè Folch i Parellada, natural de Barcelona, propietarios del Palau de les Heures. Nieto de Francesc de Paula Folch i Amich. Licenciado y doctorado en Derecho por la Universidad de Barcelona, fue profesor de derecho del trabajo entre 1917 y 1936, así como de la Escuela de Estudios Sociales de la Generalidad de Cataluña. En 1929 fue vocal de la comisión interina de corporaciones en el Ministerio de Trabajo de España. En las elecciones generales españolas de 1933 fue elegido diputado por Barcelona ciudad por la Lliga Catalana. También fue Consejero de Trabajo de la Generalitat de Cataluña entre el 14 de diciembre de 1935 y el 16 de febrero de 1936.
Al estallar la guerra civil española, apoyó al nuevo régimen franquista, fue asesor de la Junta de Burgos y en 1939 trabajó en el Ministerio de Acción Sindical. Poco después, sin embargo, se exilió hacia Argentina, donde fue asesor de diversas empresas y publicó numerosos libros de derecho laboral, campo en el que se convirtió en una autoridad reconocida.

## Obras
- Derecho español del trabajo (1936)
- El ocaso de una gran utopía. Consideraciones sobre el pensamiento político de la Edad Contemporánea (1941)
- El sindicalismo como fenómeno social y problema jurídico (1958)
- Las Convenciones Colectivas de condiciones de trabajo